# Carcinoma indifferenziato
Il carcinoma indifferenziato è una forma neoplastica.

## Il nome
In generale è possibile omettere la dicitura "indifferenziato" se prima di essa è citata la parola "carcinoma".
Infatti il termine carcinoma (o cancro) indica una neoplasia maligna di tipo epiteliale. Una neoplasia si dice maligna quando tra le caratteristiche delle cellule neoplastiche si presenta un forte grado di dedifferenziazione.

## Clinica
Di elevata malignità e di rapida progressione può mostrarsi in varie parti del corpo, coinvolgendo anche trachea e collo, più raramente si ritrovano nel colon-retto. Sviluppa metastasi anche a livello epatico.

## Epidemiologia
Si manifestano principalmente intorno ai 60-70 anni.

## Tipologia
Si divide in tre forme principali: 
- Carcinoma indifferenziato piccole cellule (microcitoma)
- Carcinoma indifferenziato  a grandi cellule
- Carcinoma simil-linfoepitelioma, molto raro si ritrova maggiormente in Cina e nei popoli eschimesi

## Prognosi
Quasi il 50% delle persone non sopravvivono ai 6 mesi dalla diagnosi.